# ميلتون موسى غينسبيرغ
ميلتون موسى غينسبيرغ (بالإنجليزية: Milton Moses Ginsberg)‏ هو مخرج أمريكي، ولد في 1943 في نيويورك في الولايات المتحدة.

## وصلات خارجية
- ميلتون موسى غينسبيرغ على موقع IMDb (الإنجليزية)
- ميلتون موسى غينسبيرغ على موقع ألو سيني (الفرنسية)
- ميلتون موسى غينسبيرغ على موقع أول موفي (الإنجليزية)
- ميلتون موسى غينسبيرغ على موقع قاعدة بيانات الأفلام السويدية (السويدية)
- ميلتون موسى غينسبيرغ على موقع قاعدة بيانات الفيلم (الإنجليزية)
- ميلتون موسى غينسبيرغ على موقع كينوبويسك (الروسية)